# Neolithodes grimaldii
Neolithodes grimaldii is een tienpotigensoort uit de familie van de Lithodidae. De wetenschappelijke naam van de soort en van het geslacht Neolithodes is voor het eerst geldig gepubliceerd in 1894 door Alphonse Milne-Edwards en Eugène Louis Bouvier. De soort werd ontdekt in 1887 in de omgeving van Newfoundland door het oceanografisch zeilschip Hirondelle van prins Albert I van Monaco. De soort is genoemd naar de geboortenaam van de prins.